# Hannah Montana Hits Remixed
Hannah Montana Hits Remixed è un album di remix della cantante statunitense Miley Cyrus, pubblicato il 19 agosto 2008 dalla Walt Disney Records.

## Tracce
1. Pumpin' Up the Party – 3:14 (Jamie Houston)
2. The Other Side of Me – 2:57 (Matthew Gerrard, Robbie Nevil)
3. Rock Star – 3:06 (Aris Archontis, Jeannie Laurie, Chen Neeman)
4. We Got the Party – 3:53 (Kara DioGuardi, Greg Wells)
5. Who Said – 3:01 (Gerrard, Nevil, Jay Landers)
6. Nobody's Perfect – 3:13 (Gerrard, Nevil)
7. The Best of Both Worlds – 2:50 (Gerrard, Nevil)
8. If We Were a Movie – 3:08 (Lurie, Holly Mathis)

## Classifiche
| Classifiche (2008) | Posizione massima |
| ------------------ | ----------------- |
| Stati Uniti        | 103               |